# Familia Szilágyi

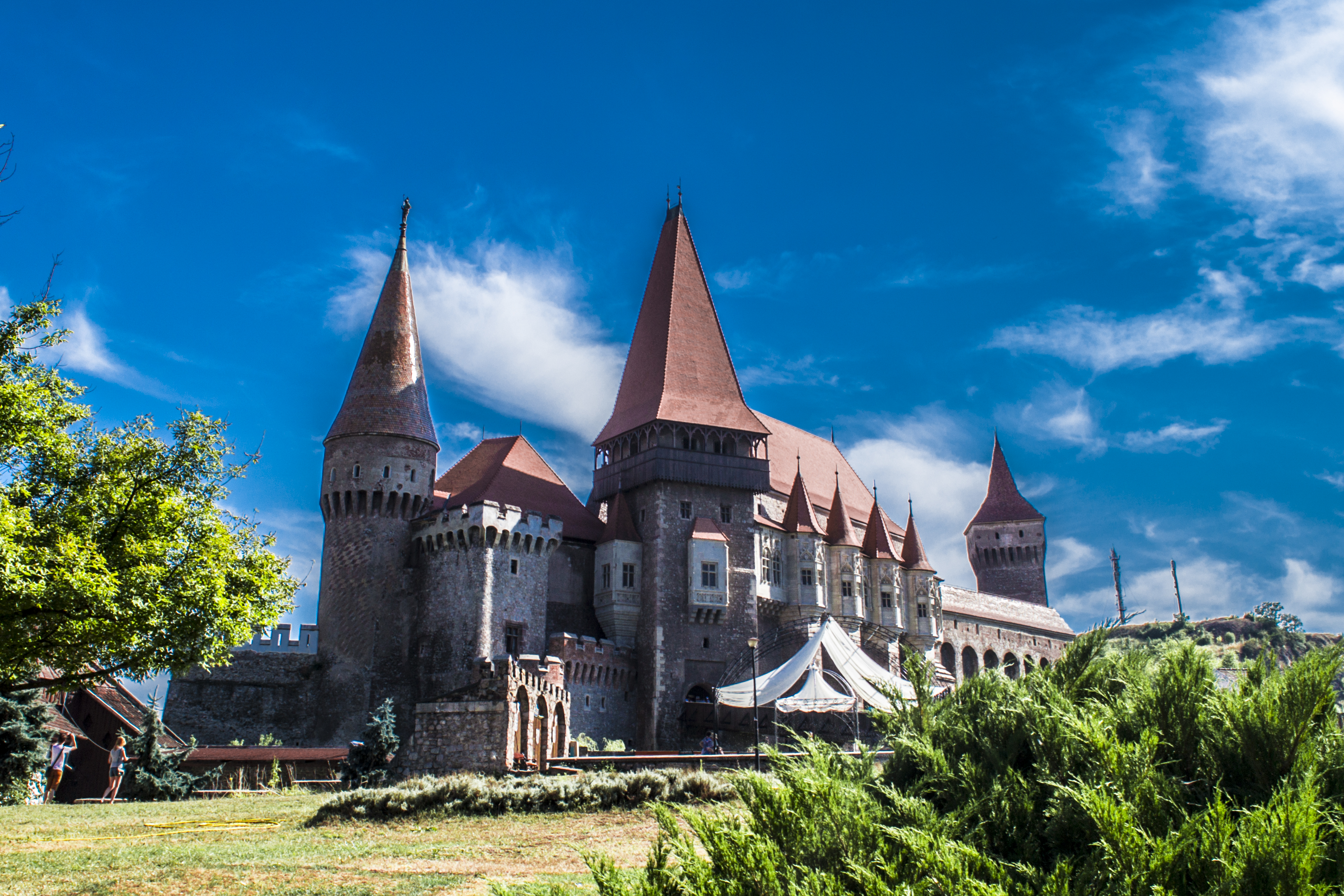
Castelul Hunedoarei păstrează și astăzi vie amintirea familiei Szilágyi prin numeroase blazoane ale acestei familii prezente in mai multe parti ale castelului

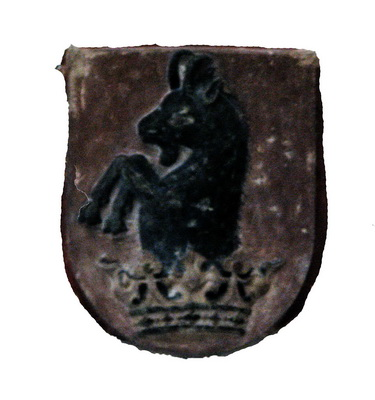
Stema Casei Szilágyi

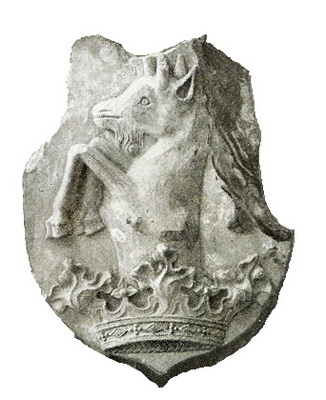
Stema Casei Szilágyi

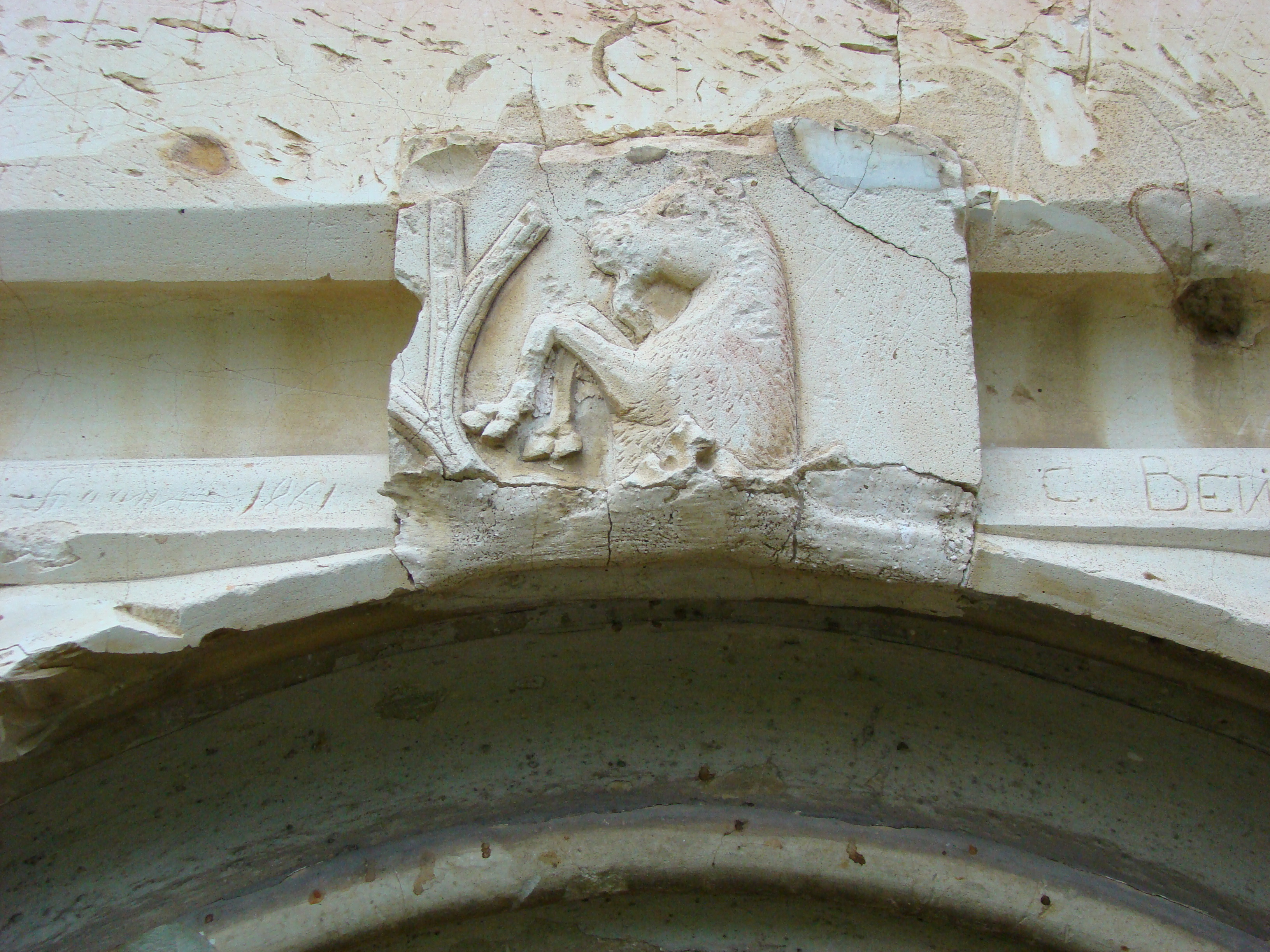
Blazonul familiei nobile Szilágyi din Biserica evanghelică din Vingard (Weingartskirchen), Alba, Transilvania, România

Familia Szilágyi  a fost o familie nobilă maghiară, care își avea rădăcinile în Comitatul Sălaj (în maghiară Szilágy vármegye, în germană Komitat Szilágy).
În evul mediu a fost o familie influentă și bogată în Regatul Ungariei și în Transilvania.

## Titluri
- rege
- regent al Regatului Ungariei
- voievod al Transilvaniei
- regină mamă a Regatului Ungariei (titlu onorific)
- doamnă a Țării Românești
- principe de Szilágyi
- conte
- ban
- căpitan
- episcop
- comandant de armată

## Membri
- Szilágyi alias Balásy
- Szilágyi alias Bertalan
- Szilágyi alias Borbély
- Szilágyi alias Borbély-Ilosvay
- Szilágyi alias Csizmadia
- Szilágyi alias Csomay
- Szilágyi alias Demjén
- Szilágyi alias Gyene
- Szilágyi alias György de Somlyó
- Szilágyi alias Illyet
- Szilágyi alias Katona
- Szilágyi alias Kis
- Szilágyi alias Kiss
- Szilágyi alias Lakatos
- Szilágyi alias Literati
- Szilágyi alias Nagy
- Szilágyi alias Páll
- Szilágyi alias Pap
- Szilágyi alias Pápay
- Szilágyi alias Simkovich
- Szilágyi alias Szabó
- Szilágyi alias Tönkö
- László Szilágyi de Horogszeg, căpitan al cetății de la Bradics
- Mihai Szilágyi (n. ca. 1400 – d. 1460, Istanbul), regent al Regatului Ungariei, voievod al Transilvaniei, conte de Horogszeg, comandant de armată
- Ilona Szilágyi a fost a doua soție a lui Vlad Țepeș, Domn al Țării Românești
- Erzsébet Szilágyi (n. 1410? – d. 1483, Tata, Ungaria),a fost mama  regelui  Matia I al Ungariei (Matia Corvin)(„Regină Mamă a Regatului Ungariei”),  contesă de Horogszeg.
- Regele Matia I al Ungariei (Matia Corvin), Rege al Ungariei, Rege al Cehiei, Rege al Boemiei,   Principe al Austriei, n. 23 februarie 1443, Cluj - d. 6 aprilie 1490, Viena)
- Szilágyi de Ákosfalva
- Szilágyi de Balota
- Szilágyi de Báthor
- Szilágyi de Bitor
- Szilágyi de Oaș
- Szilágyi de Borosjenő
- Szilágyi de Borsod
- Szilágyi de Cseh
- Szilágyi de Deés
- Szilágyi de Egerbegy
- Szilágyi de Enyed
- Szilágyi de Éradony
- Szilágyi de Felsőbánya
- Szilágyi de Felsőszentmárton
- Szilágyi de Füzes
- Szilágyi de Gogánváralja
- Szilágyi de Gyulafehérvár
- Szilágyi de Horogszeg
- Szilágyi de Hosszúaszó
- Szilágyi de Kárasztelek
- Szilágyi de Keresed
- Szilágyi de Kövesd
- Szilágyi de Mezőszilágy
- Szilágyi de Munkács
- Szilágyi de Nagyenyed báró/baron
- Szilágyi de Páczafalva
- Szilágyi de Paptamás
- Szilágyi de Peszerény
- Szilágyi de Piskáros
- Szilágyi de Radnótfa
- Szilágyi de Rákos alias Balás
- Szilágyi de Sepsiszentgyörgy
- Szilágyi de Somlyó et Óvár
- Szilágyi de Somosd
- Szilágyi de Szakács
- Szilágyi de Szedlicsna
- Szilágyi de Székelyföldvár
- Szilágyi de Székelykocsánd
- Szilágyi de Székelyudvarhely
- Szilágyi de Széplak
- Szilágyi de Szikszó
- Szilágyi de Szilágysomlyó
- Szilágyi de Szoboszló
- Szilágyi de Tarpa
- Szilágyi de Ujtorda
- Szilágyi de Várad
- Szilágyi de Veresegyház
- Szilágyi-Lakatos de Somlya
- Szilágyi-Nagy alias Csákó
- Szilágyi-Tóth